# Emma D'Arcy
Emma Zia D'Arcy (født 27. juni 1992) er en engelsk skuespiller, der har medvirket i tv-produktioner som Truth Seekers, Wanderlust og House of the Dragon.

## Privat
D'Arcy identificerer sig som ikke-binær og bruger de/dem som personlige stedord på engelsk.